# Héctor Tizón

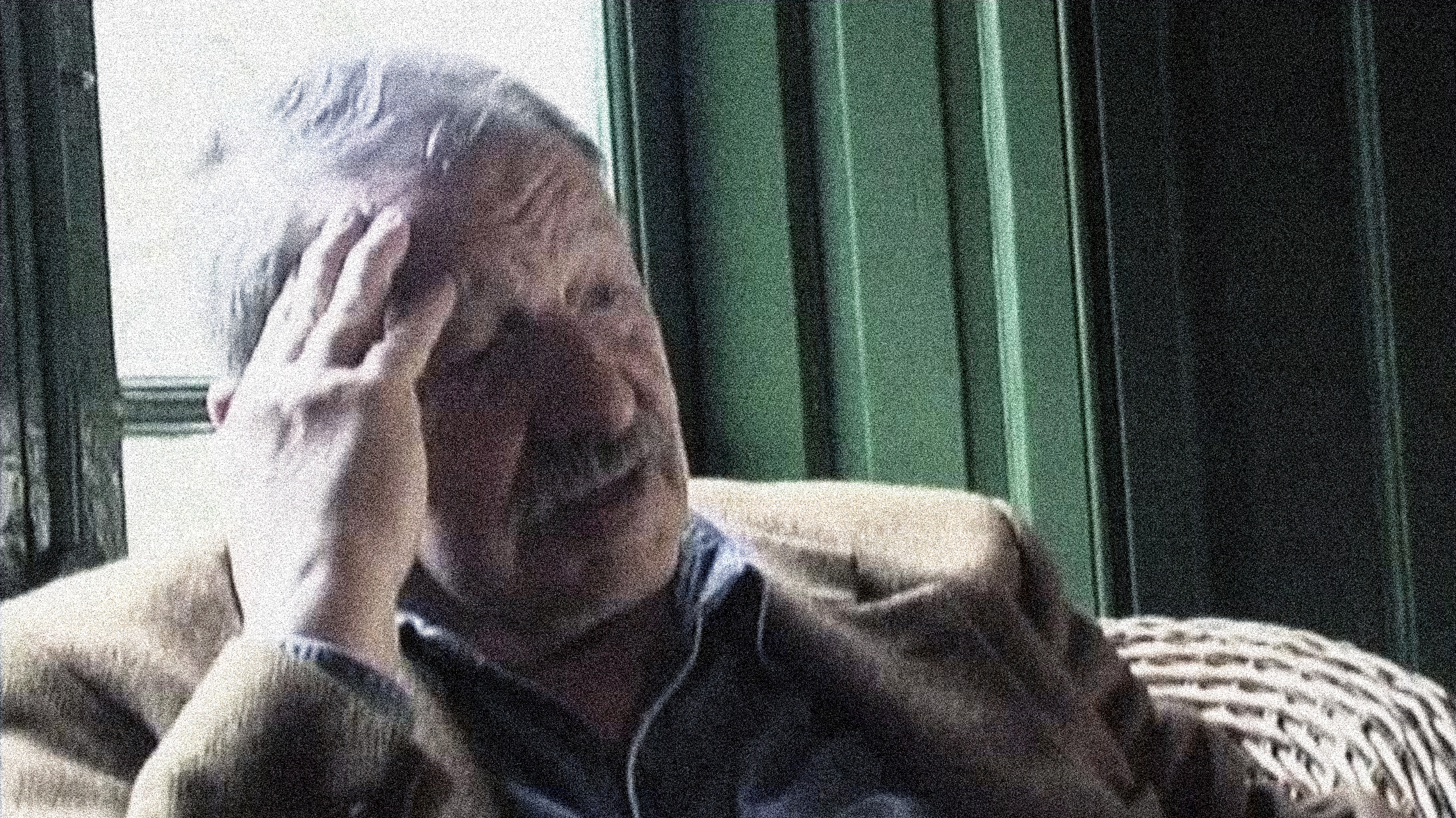
Héctor Tizón

Héctor Tizón (* 21. Oktober 1929 in Yala, Provinz Jujuy; † 30. Juli 2012 in San Salvador de Jujuy) war ein argentinischer Jurist, Diplomat und Schriftsteller.

## Leben
Tizón studierte Rechtswissenschaften an der Universidad Nacional de La Plata und konnte dieses Studium erfolgreich abschließen. Danach kehrte er wieder in seine Heimatstadt zurück, um dort als Rechtsanwalt zu arbeiten. Nach ersten literarischen Versuchen während seines Studiums schloss er sich in Yala mit Gleichgesinnten zusammen und gründete 1956 die literarische Zeitschrift Tarja.
Als 1958 Präsident Arturo Frondizi die Regierung übernahm, wurde Tizón als Kulturattaché nach Mexiko-Stadt entsandt. In dieser Zeit erschien sein erstes Buch: ausgewählte Erzählungen unter dem Titel A un costado de los rieles (Am Rande der Gleise). Neben seinen beruflichen Tätigkeiten machte er dort Bekanntschaft mit Ernesto Cardenal, Ezequiel Martínez Estrada, Augusto Monterroso, Juan Rulfo u. a. Nach zwei Jahren wurde Tizón abberufen und als Konsul nach Mailand geschickt. 1962 kehrte er nach Argentinien zurück und legte alle seine politischen Ämter nieder.
Tizón kehrte nach Yala zurück und eröffnete wieder eine Rechtsanwaltskanzlei. Als sich 1976 die Junta unter General Jorge Rafael Videla an die Macht putschte, ging er ins Exil nach Europa. Die überwiegende Zeit verbrachte er in Spanien und Italien. Als 1983 Argentinien unter Präsident Raúl Alfonsín wieder zur Demokratie zurückkehrte, kam auch Tizón wieder in seine Heimat zurück und ließ sich in seiner Heimatstadt Yala nieder.

## Werke (Auswahl)
Erzählungen
- El gallo blanco. 1992.
- El jacanciosa y la bella. 1972.
- Recuento. 1984.
- El traidor venerado. 1978.
- A un costado de los rieles. 1960.

Romane
- El cantar del profeta y el bandido. Novela. 1972.
- La casa y el viento. Novela. 1982.
- Fuego en Casabindo. Novela. 1969.
- Sota de bastos. Caballo de espadas. Novella. 1975.
- El viaje. Novela. 1988.
- Extraño y pálido fulgor. 1999. Deutsch von Rainer Kornberger: Zwei Fremde auf dieser Welt, Edition 8, Zürich 2010, ISBN 978-3-85990-158-2.
- La belleza del mundo. 2004
  - Die Schönheit der Welt. Roman. Übersetzung Rainer Kornberger. Edition 8, Zürich 2014

Werkausgaben
- Cuentos completos. 2006.
- Obra completa. 1998.